# 久姆里車站
久姆里車站位於亞美尼亞第二大城市久姆里，為南高加索鐵路的鐵路車站。車站啟用於1897年，現在的建築建於1979年。
- 車站的鐘塔
- 車站內部